# クリスティアン・シンディング
クリスティアン・アウグスト・シンディング（Christian August Sinding, 1856年1月11日 - 1941年12月3日）は、コングスベルグに生まれオスロに没したノルウェーの作曲家。画家のオットー・シンディングは兄。グリーグ以降で最も重要なノルウェー・ロマン派の作曲家といわれる。

## 人物
最初はヴァイオリニストを志し、オスロでグドブラン・ベーンにヴァイオリンを、ルドヴィク・マティアス・リンデマンに音楽理論を学んだ。1874年からライプツィヒ音楽院でヘンリ・シュラディークにヴァイオリンを、カール・ライネッケとザロモン・ヤーダスゾーンに音楽理論と作曲を学び、やがて作曲に才能があることがわかり作曲家に転向した。初期の試みはあまりうまくいかなかったが（彼はのちにいくつもの初期の作品を破棄している）、1885年に初演されたピアノ五重奏曲ホ短調 op.5を皮切りに、変奏曲 op.2（1886年初演）やピアノ協奏曲変ニ長調 op.6（1889年初演）、交響曲第1番ニ短調 op.21（1890年初演）が国際的な好評を得たことにより、ノルウェーの音楽界における地位を確立した。
シンディングは40年近くもの長い間ドイツに住み、ドイツの音楽界と密接な繋がりがあったが、ノルウェー政府により1880年から定期的な奨励金を、1910年からは年金を支給されていた。1921年には数か月間ニューヨーク州ロチェスターのイーストマン音楽学校の作曲の客員教授となった。1924年には彼の栄誉を称えてノルウェー政府からヘンリック・ヴェルゲランの邸宅であった「グロッテン」が住居として提供された。

## 作品
ドイツ・ロマン派、特にリスト、ワーグナー、シュトラウスの影響が色濃い。作品の中で特に有名なのはピアノ曲『春のささやき』である。彼が生涯ドイツ・ロマン派の語法を固守したことや、死の直前にナチスのプロパガンダに利用されたことが原因となり、『春のささやき』以外の作品はレパートリーから消えてしまっていたが、ロマン派の音楽への興味の復活に伴い、他の作品が演奏されることも次第に増えてきている。
以下、括弧内は作曲年を表す。

### 交響曲
- 交響曲第1番 ニ短調 op.21（1880-1890年[1]、1892年改稿[2]）
- 交響曲第2番 ニ長調 op.83（1903-1904年[1]）
- 交響曲第3番 ヘ長調 op.121 (1920年[1])
- 交響曲第4番 『冬と春』 op.129（1921-1936年[1]）

### 協奏曲
- ピアノ協奏曲ニ長調 op.6 (1889年[1])
- ヴァイオリン協奏曲第1番イ長調 op.45 (1898年[1])
- 伝説 op.46 (1900年[1])
- ヴァイオリン協奏曲第2番ニ長調 op.60 (1901年[1])
- ロマンス ニ長調 op.100 (1910年[1])
- ヴァイオリン協奏曲第3番イ短調 op.119 (1917年[1])

### 室内楽曲
- ピアノ五重奏曲ホ短調 op.5 (1882-1884年[1])
- 組曲イ短調 op.10『古い様式で』 (1889年[1])
- ピアノ三重奏曲第1番ニ長調 op.23 (1893年[1])
- ピアノ三重奏曲第2番イ短調 op.64a (1902年[1])
- ピアノ三重奏曲第3番ハ長調 op.87 (1908年[1])

### ピアノ曲
- 春のささやき op.32-3 (1896年[1])
- ピアノソナタ ロ短調 op.91

### 合唱曲
- 波の歌 (Wogensang)　女声三部合唱、ピアノ伴奏、ノルウェー語またはドイツ語

### 歌劇
- 聖なる山 op.111 (1912年[1])

### 全般
- シンディングの楽譜 - 国際楽譜ライブラリープロジェクト

### 作品個別（試聴等）
- 組曲イ短調作品10『古い様式で』
  - Suite in the Old Style《Vn.と管弦楽》 - Alexandros Petrin (Vn)、Michael Rossi指揮Miami Music Festival Symphony Orchestraによる演奏。Miami Music Festival (Miami Summer Music Festival)公式YouTube。
  - 組曲イ短調作品10『古い様式で』の楽譜 - 国際楽譜ライブラリープロジェクト